# Andreas Herter
Andreas Herter (* 20. Oktober 1954 in Hannover) ist ein deutscher Psychotherapeut und Sexualmediziner, der als Kliniker in eigener Praxis und als Wissenschaftsjournalist für Print-, TV- und Hörfunkmedien arbeitet. Er ist außerdem als Gutachter und Universitätsdozent tätig.

## Leben
Andreas Herter studierte in Braunschweig, Tübingen und Hannover Psychologie, Psychotherapie und Sexualmedizin und schloss dieses Studium als Psychotherapeut und Supervisor für Verhaltenstherapie und Sexualmedizin ab. 1982 gründete er die Praxis für Verhaltenstherapie in Hannover und den Club Blaues Krokodil e. V. gemeinnütziger Verein zur Verhinderung der strafrechtlichen Wiederauffälligkeit im Straßenverkehr. 1986 wurde er für dieses Engagement mit der Silbermedaille von der Akademie für Verkehrssicherheit ausgezeichnet.
1992 erhielt er Lehraufträge – unter anderem an der Bundeswehrfachschule und der MHH – sowie Aufträge als Gerichtsgutachter für Asylrecht, Fahreignungsrecht, Strafrecht. Seit dieser Zeit arbeitet er als Kommentator und Studioexperte bei NDR, SAT 1, RTL, NBC, Giga, Antenne Niedersachsen, MDR, Radio Regenbogen und eigener Sendung bei radio ffn.
In den Printmedien Bild, HAZ und NP veröffentlicht er die wöchentliche Kolumne: Psych"O"logisch. Außerdem erschienen Veröffentlichungen wissenschaftlich und belletristisch (hier unter Pseudonym von der Ohe-Herter).
1997 war er Produzent und Autor des Musicals Die Reise nach Lukanico als Hörspiel und Bühnenstück mit Tournee durch Deutschland. Herter war Textautor für unter anderem Peter Petrel und Regina Thoss.
2012 wurde ihm der Tulifurnumspreis für besonderes soziales Engagement im Raum Hannover verliehen.

## Veröffentlichungen
- 2001 – Mitautor des wissenschaftlichen Grundlagenwerks Sexualmedizin Beier et al. (Urban und Fischer-Verlag).
- 2003 – Andreas Herter: Sex ist doch kein Leistungssport. Schlütersche, Hannover 2003, ISBN 3-89993-500-4.
- 2004 – Studien zur SMS-Sucht mit zahlreichen Publikationen und Einleitung der Studie zum postprandialen Psychosyndrom.
- 2009–2011 – Auswertung der Studie mit der Veröffentlichung Das postprandiale Psychosyndrom.
- 2011 – Herausgabe des Buches Mein Applaus an das Leben – unter Pseudonym.
- 2014 – Veröffentlichung Das stärkste Gefühl ist der Tod, und darum brauchen wir ein ganzes Leben, um uns darauf vorzubereiten.

| Personendaten    | Personendaten                                 |
| ---------------- | --------------------------------------------- |
| NAME             | Herter, Andreas                               |
| KURZBESCHREIBUNG | deutscher Psychotherapeut und Sexualmediziner |
| GEBURTSDATUM     | 20. Oktober 1954                              |
| GEBURTSORT       | Hannover                                      |